# 1456
1456 (MCDLVI) a fost un an bisect al calendarului iulian, care a început într-o zi de joi.

## Evenimente
- 4-22 iulie: Asediul Belgradului. Armata creștină condusă de Iancu de Hunedoara învinge, la Belgrad, armata otomană condusă de Mehmed al II-lea.
- 22 august: Începutul celei de-a doua domnii a lui Vlad Țepeș în Țara Românească (1456-1462).

### Nedatate
- Petru Aron, domnitorul Moldovei, acceptă plata unui tribut de 2.000 galbeni către Poartă.

## Nașteri
- 11 iunie: Anne Neville, soția regelui Richard al III-lea al Angliei (d. 1485)

## Decese
- 11 august: Iancu de Hunedoara, 49 ani, comandant militar român (n.c. 1407)